# Cousseron
Le Cousseron est un cours d'eau français, qui coule dans les départements du Cher et de l'Indre, en région Centre-Val de Loire.
C'est un affluent de la Théols, donc un sous-affluent de la Loire, par l'Arnon et le Cher.

## Géographie

### Cours
Le cours d'eau à une longueur de 19,2 km.
Il prend sa source dans le département du Cher, à 181 m d'altitude, dans la « Forêt domaniale des Chœurs », sur le territoire de la commune de Chezal-Benoît, puis s'écoule vers le nord-ouest.
Son confluent avec la Théols se situe dans le département de l'Indre, à 133 m d'altitude, sur le territoire de la commune de Condé,.

### Départements et communes traversés
Le cours d'eau traverse trois communes situés dans les départements du Cher et de l'Indre,.

#### Cher (18)
- Chezal-Benoît

#### Indre (36)
- Condé
- Saint-Aubin

### Bassin versant
Les bassins hydrographiques sont découpés dans le référentiel national BD Carthage en éléments de plus en plus fins, emboîtés selon quatre niveaux : régions hydrographiques, secteurs, sous-secteurs et zones hydrographiques.
Le Cousseron traverse la zone hydrographique « La Théols du ruisseau du Liennet au ruisseau de la Vignole ».
Le bassin versant du Cousseron s'insère dans la zone hydrographique « La Théols du ruisseau du Liennet au ruisseau de la Vignole », au sein du bassin DCE plus large « La Loire, les cours d'eau côtiers vendéens et bretons ».

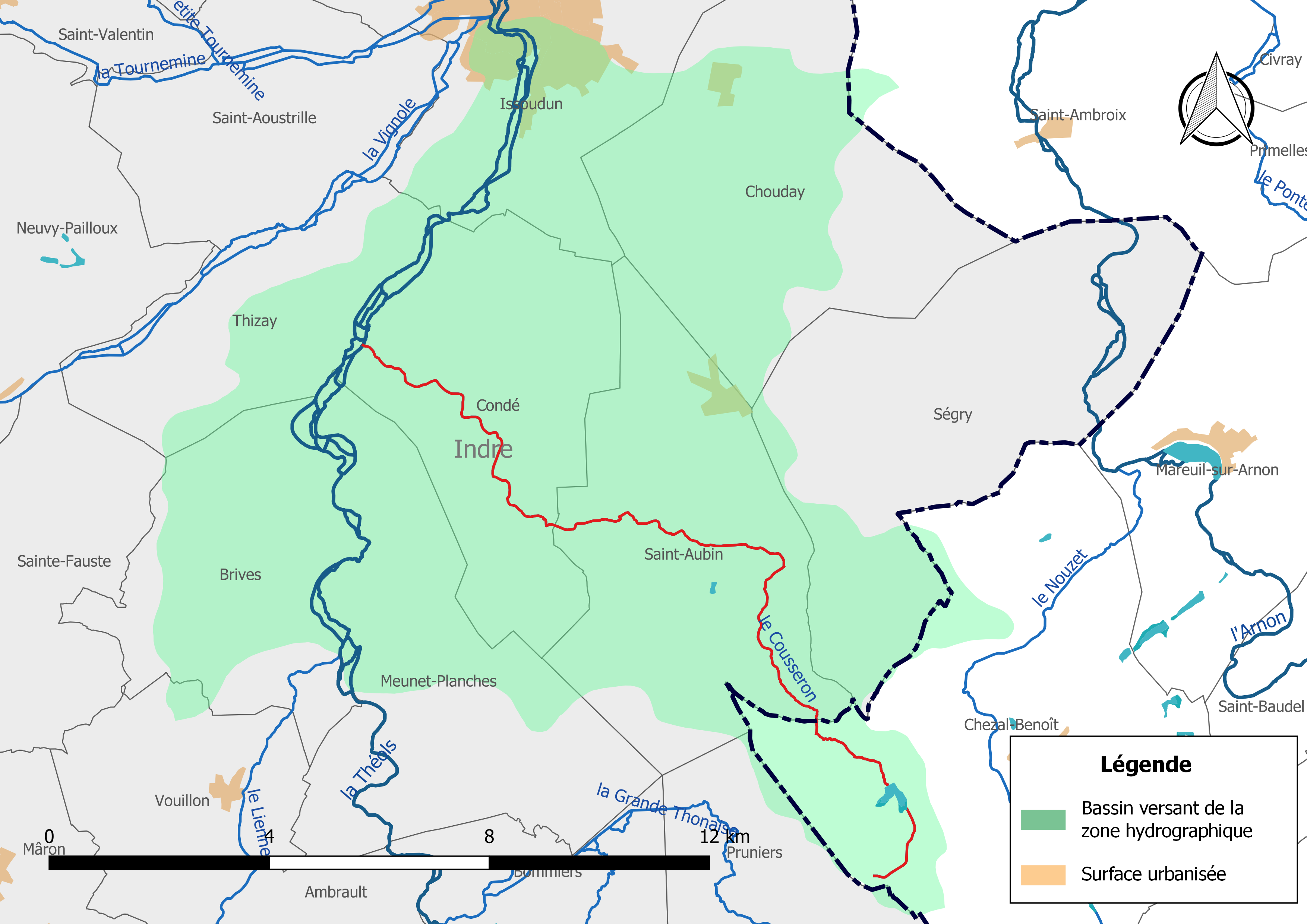
Le Cousseron (en rouge) et la zone hydrographique dans laquelle il s'insère.
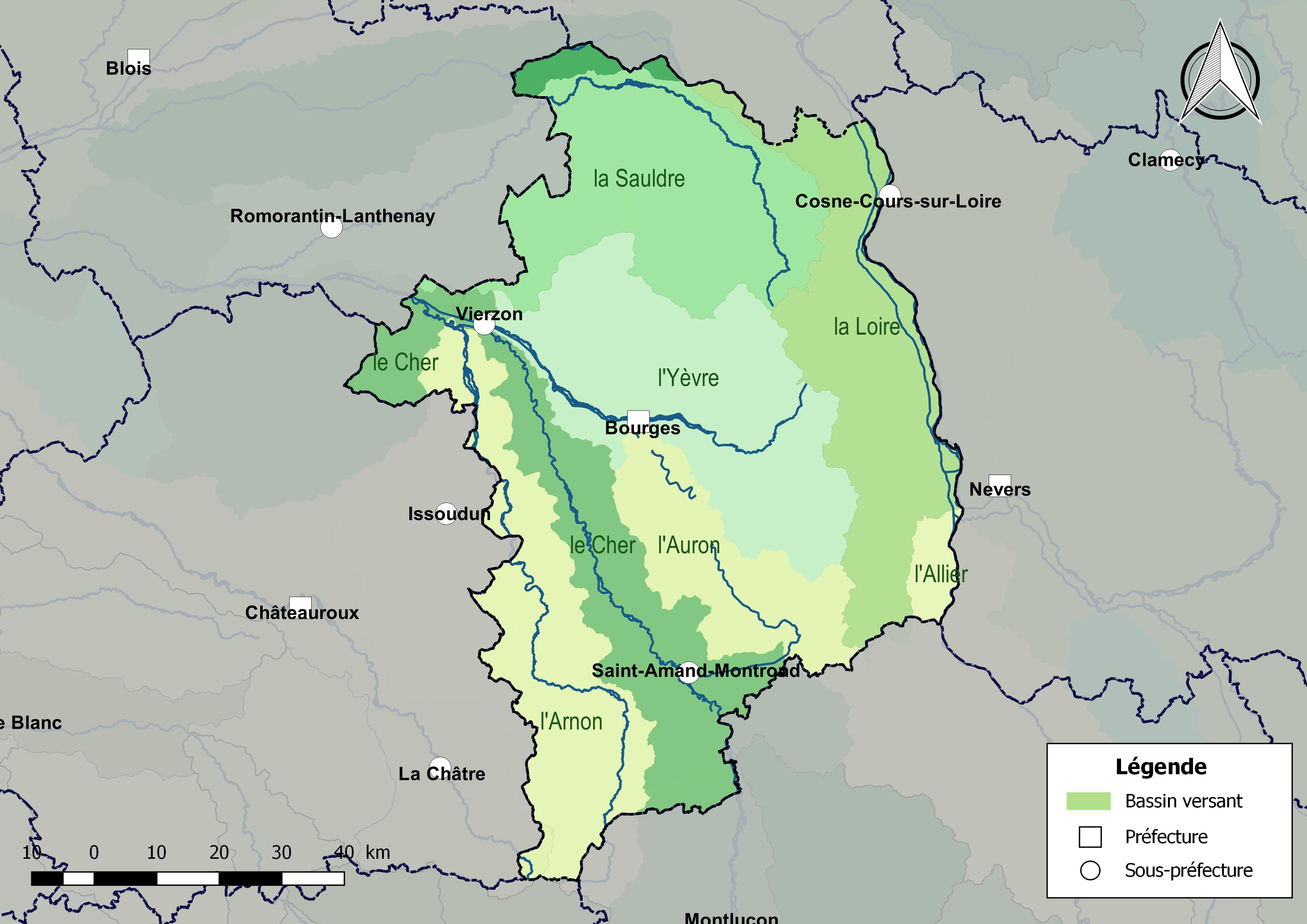
Les principaux bassins versants du département du Cher.
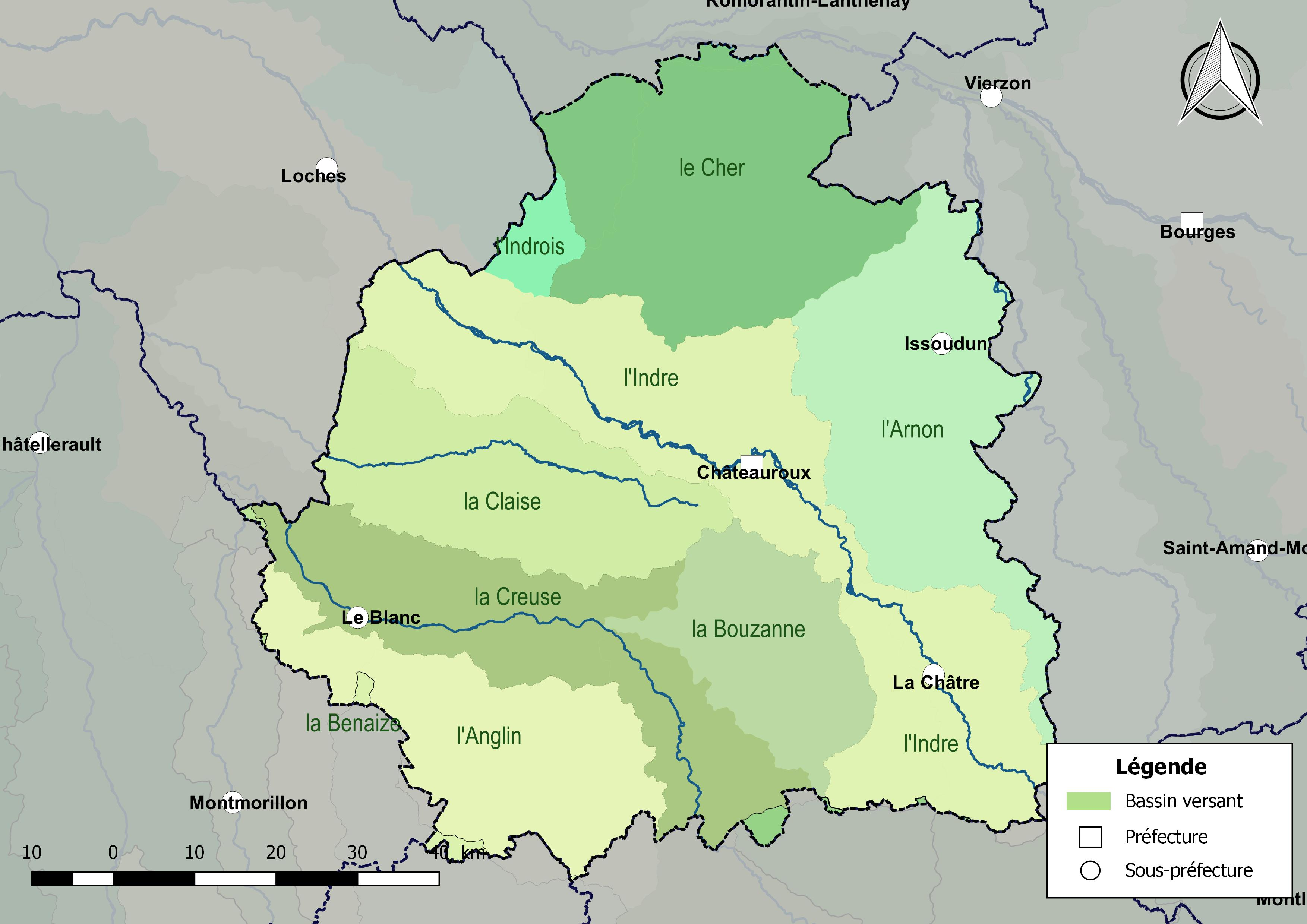
Les principaux bassins versants du département de l'Indre.

#### Échelle du bassin
En France, la gestion de l’eau, soumise à une législation nationale et à des directives européennes, se décline par bassin hydrographique, au nombre de sept en France métropolitaine, échelle cohérente écologiquement et adaptée à une gestion des ressources en eau. Le Cousseron est sur le territoire du bassin Loire-Bretagne et l'organisme de gestion à l'échelle du bassin est l'agence de l'eau Loire-Bretagne.

## Affluents
Le Cousseron possède six affluents.
| Noms                    | km |
| ----------------------- | -- |
| K6146500                | 4  |
| K6146000                | 3  |
| Coulée des Trois Frères | 2  |
| K6144400                | 2  |
| K6144500                | 1  |

| Noms                | km |
| ------------------- | -- |
| Ruisseau de la Lure | 3  |

### Rang de Strahler
Son rang de Strahler est de trois.

## Hydrologie

### État des masses d'eau et objectifs
Pour les cours d’eau, la délimitation des masses d’eau est basée principalement sur la taille du cours d’eau et la notion d’hydro-écorégion. Ces masses d’eau servent ainsi d’unité d’évaluation de l’état des eaux dans le cadre de la directive européenne.
Le Cousseron fait partie des masses d'eaux codifiée FRGR0340a et dénommée « La Théols et ses affluents depuis la source jusqu'à Issoudun ».
Le schéma directeur d'aménagement et de gestion des eaux (Sdage) Loire-Bretagne est un document de planification dans le domaine de l’eau. Il définit, pour une période de six ans les grandes orientations pour une gestion équilibrée de la ressource en eau ainsi que les objectifs de qualité et de quantité des eaux à atteindre dans le bassin Loire-Bretagne. L'état des lieux 2013 défini dans la SDAGE 2016 – 2021 et les objectifs à atteindre pour cette masse d'eau sont les suivants,, :
| Code masse d'eau    | FRGR0340a                                                    |
| Libellé masse d'eau | La Théols et ses affluents depuis la source jusqu'à Issoudun |

| Écologique | Biologique | Physico-chimie générale | Polluants spécifiques |
| ---------- | ---------- | ----------------------- | --------------------- |
| Moyen      | Moyen      | Bon état                | Bon état              |

| Écologique | Chimique | Global   |
| ---------- | -------- | -------- |
| Bon état   | Bon état | Bon état |

## Aménagements et écologie

### Milieu naturel
Le cours d'eau est de deuxième catégorie (lorsque le groupe dominant est constitué de cyprinidés et non de salmonidés). L'espèce biologique dominante est ainsi constituée essentiellement de poissons blancs (cyprinidés) et de carnassiers (brochet, sandre et perche).